# Пјан-Фосал (Белуно)
Пјан-Фосал (итал. Pian-Fossal) је насеље у Италији у округу Белуно, региону Венето.
Према процени из 2011. у насељу је живело 104 становника. Насеље се налази на надморској висини од 1409 м.